# Знаки отмены
Знаки отмены — геральдические фигуры или сочетания тинктур, включаемые в герб владельца по приговору для обозначения того или иного бесчестного поступка. Характерны в основном для английской геральдической системы.

## Символика
Знаки отмены могут быть переданы как геральдическими фигурами в неестественном положении, так и с помощью сочетания тинктур, когда в герб добавляются редкие и малоиспользуемые финифти (эмали):
- Оранжевый брусок — тот, кто отозвал свой вызов.
- В серебряном поле оранжевая усечённая вольная часть — хвастун о своих военных победах.
- В золотом поле кроваво-красная стропиловидная вогнутая оконечность — женоподобие.
- В золотом поле оранжевая вогнутая оконечность — тот, кто убил пленника после сдачи.
- В серебряном поле кроваво-красный шиповидный укороченный клин — трус.
- В золотом поле простая кроваво-красная оконечность — лжец.
- Перевёрнутый щит — предатель, также — отметка смерти.
- В серебряном поле полый вилообразный крест с кроваво-красным правым полем — распутник.
- В серебряном поле полый вилообразный крест с кроваво-красным левым полем — пьяница.
- В кроваво-красном поле серебряный вилообразный крест — распутник и пьяница.

## Применение
- Разжалование из рыцарей. Сопровождалось разбитием щита того, кто покрыл себя позором, лишением владельца атрибутов рыцарства и бросание их в ближайшую сточную канаву, удалением герба из гербовников. Так, в 1323 году суд пэров вынес приговор сэру Эндрю Харкли, графу Карлайля, который был осуждён как предатель, вступивший в тайный сговор с шотландцами против фаворита английского короля Эдуарда II (1307—1327) Хью Ле Диспенсера. По приговору, меч, полученный графом от короля, должен быть изъят, также сняты плащ, капюшон, накидка, а позолоченные шпоры надлежало разрубить его лакею, после чего меч ломали над головой осуждённого. Когда это было сделано, один из судей, сэр Энтони Луси произнёс: «Эндрю, теперь ты не рыцарь, но ты лакей». В иных случаях, когда разжалование сопровождалось смертной казнью, на преступника мог надеваться щит с гербом, перевёрнутый вверх ногами как символ бесчестья.
- В гражданских гербах. Во время правления короля Эдуарда III (1327—1377) был осуждён капитан Калэ, который «продал» город врагам за 20 тысяч крон. Предатель был «пожалован» следующим гербом: «в лазурном поле четыре жёлтые молетты, две в поясе, столько же во главе, перевёрнутые вверх ногами».
- В муниципальных гербах. Герб португальского округа Кастелло-Родриго представляет собой белое поле с перевёрнутым гербом Португалии, так как местные жители когда-то спрятали у себя проигравшего претендента на королевский трон.